# Erica retorta
Erica retorta är en ljungväxtart som beskrevs av Carl von Linné d.y.. Erica retorta ingår i släktet klockljungssläktet, och familjen ljungväxter. Inga underarter finns listade i Catalogue of Life.